# Jablunkovská brázda
Jablunkovská brázda je geomorfologický celek a rozsáhlá vnitrohorská sníženina (úval) oddělující Moravskoslezské Beskydy a Slezské Beskydy. Rozprostírá se směrem od Jablunkovského průsmyku k Třinci a patří do geomorfologické oblasti Západní Beskydy. Brázda, která primárně vznikla tektonicky, je odvodňována řekou Olší, která zde často vytváří říční terasy díky naplaveninám. Do Olše ústí mnoho potoků a bystřinek odvádějících vodu jak z Moravskoslezských tak i Slezských Beskyd. Okraje brázdy při úpatí pohoří tvoří mírně zvlněný reliéf pahorkatin. Jablunkovská brázda má rozlohu 74 km2, střední výšku 441,9 m n. m. a na délku dosahuje přes 15 km a na šířku přes 8 km. Štěpí se jižně od Jablunkova na dvě větve. Východní větev sníženiny směřující do Polska k Istebné, odděluje Slezské Beskydy od Jablunkovského mezihoří. Jižní větev směřující k Jablunkovskému průsmyku, tvoří hranici mezi Jablunkovským mezihořím a Moravskoslezskými Beskydy. Jablunkovskou brázdu lze dělit na dva geomorfologické okrsky, kterými jsou Náveská pahorkatina a Milíkovská plošina.
Nejvyšším vrcholem Jablunkovské brázdy je Kympa (571,8 m n. m.). Dříve se také nazýval Kempa (do 1982–2014 bylo toto jméno standardizováno). Podle nářečních slovníků a onomastiků jsou oba názvy rovnocenné. Význam slova: pahorek, les.